# Party Animals (album)
Party Animals è un album in studio del gruppo punk rock norvegese Turbonegro, pubblicato nel 2005.

## Tracce
1. Intro: The Party Zone – 1:58
2. All My Friends Are Dead – 2:36
3. Blow Me (Like the Wind) – 3:16
4. City of Satan – 5:42
5. Death From Above – 3:03
6. Wasted Again – 3:07
7. High on the Crime – 3:19
8. If You See Kaye (Tell Her I L-O-V-E Her) – 2:59
9. Stay Free – 3:45
10. Babylon Forever – 3:51
11. Hot Stuff/Hot Shit – 4:00
12. Final Warning – 10:06

- In realtà il brano "Final Warning" dura 2:36. Dopo 3 minuti di silenzio (2:36 - 5:36) inizia la traccia nascosta "Bojan Milankovic".

## Formazione
- Hank Von Helvete (Hans Erik Dyvik Husby) - voce
- Euroboy (Knut Schreiner) - chitarra, piano, cori
- Pål Pot Pamparius (Pål Bøttger Kjærnes) - tastiere, percussioni, chitarra, cori
- Rune Rebellion (Rune Grønn) - chitarra
- Happy-Tom (Thomas Seltzer) - basso, cori
- Chris Summers (Christer Engen) - batteria, cori